# Sitara Achakzai
Sitara Achakzai (ur. 1956/1957, zm. 12 kwietnia 2009 w Kandaharze) – afgańska feministka, polityk, jedna z głównych działaczek na rzecz praw kobiet, członkini lokalnego parlamentu w Kandaharze. Zamordowana w wyniku zamachu talibów.
Sitara Achakzai miała zarówno obywatelstwo afgańskie, jak i niemieckie. Była znana również w Kanadzie, gdyż w Toronto mieszka część jej rodziny.
Tak jak Malalai Kakar i Safija Ahmad-dżan, Sitara Achakzai została zamordowana przez talibów z powodu swoich działań na rzecz poprawy sytuacji Afganek. Kanadyjski rząd potępił zamach. Michaëlle Jean, Gubernatorka Generalna Kanady, powiedziała:

Jesteśmy w szoku na wieść o zamachu na Sitarę Achakzai, odważną i dumną aktywistkę na rzecz praw afgańskich kobiet, która została zastrzelona. Talibowie, zawzięcie torpedujący wszelkie wysiłki na rzecz rozwoju i ustabilizowania sytuacji w Afganistanie, szybko przyznali się do odpowiedzialności za ten bezprecedensowy akt przemocy.